# Women’s Asia Cup 2004
Der Women’s Twenty20 Asia Cup 2004 war die erste Austragung des Women’s Asia Cups, einem Cricketwettbewerb für asiatische Nationalmannschaften. Diese Ausgabe wurde zwischen dem 17. und 29. April 2004 in Sri Lanka im WODI-Format ausgetragen. Das Turnier wurde in einer Serie über fünf Spiele zwischen Indien und Sri Lanka ausgetragen, bei dem sich Indien 5–0 durchsetzen konnte.

## Teilnehmer
Die folgenden Mannschaften nahmen an dem Turnier teil.
| - Indien - Sri Lanka |

## Austragungsort
Das folgende Stadion wurde für das Turnier als Austragungsort vorgesehen.
| Stadion                            | Stadt   | Kapazität |
| ---------------------------------- | ------- | --------- |
| Sinhalese Sports Club Ground (SSC) | Colombo | 10.000    |
| Asgiriya Stadium                   | Kandy   | 10.300    |

## Kaderlisten
Die Mannschaften benannten die folgenden Spielerinnen für das Turnier.
| - Mamatha Maben (K) - Anjum Chopra - Diana David - Neetu David - Jhulan Goswami - Anju Jain (wk) - Karu Jain - Nooshin Al Khadeer - Hemlata Kala - Arundhati Kirkire - Deepa Marathe - Sunetra Paranjpe - Mithali Raj - Amita Sharma - Jaya Sharma | - Thanuga Ekanayake (K, wk) - Sandamali Dolawatte - Hiruka Fernando - Rose Fernando - Inoka Galagedara - Randika Galhenage - Thalika Gunaratne - Kodupulle Indrani - Dona Indralatha - Indika Kankanange - Gayathri Kariyawasam - Janakanthy Mala - Chamari Polgampola - Chamani Seneviratne - Dedunu Silva - Shashikala Siriwardene |

## Resultate
| 17. April Scorecard | Colombo (SSC) | Indien 217-4 (45)           | – | Sri Lanka 94-9 (45) |
|                     |               | Indien gewinnt mit 123 Runs |   |                     |

Sri Lanka gewann den Münzwurf und entschied sich als Feldmannschaft zu beginnen.
| 19. April Scorecard | Colombo (SSC) | Indien 189-5 (50)           | – | Sri Lanka 84 (44.3) |
|                     |               | Indien gewinnt mit 105 Runs |   |                     |

Indien gewann den Münzwurf und entschied sich als Schlagmannschaft zu beginnen.
| 21. April Scorecard | Colombo (SSC) | Sri Lanka 89 (39.3)          | – | Indien 90-4 (24.4) |
|                     |               | Indien gewinnt mit 6 Wickets |   |                    |

Sri Lanka gewann den Münzwurf und entschied sich als Schlagmannschaft zu beginnen.
| 25. April Scorecard | Kandy | Sri Lanka 66 (28.2)           | – | Indien 69-0 (17.2) |
|                     |       | Indien gewinnt mit 10 Wickets |   |                    |

Sri Lanka gewann den Münzwurf und entschied sich als Schlagmannschaft zu beginnen.
| 29. April Scorecard | Colombo (SSC) | Indien 178-5 (50)          | – | Sri Lanka 84 (45.2) |
|                     |               | Indien gewinnt mit 94 Runs |   |                     |

Sri Lanka gewann den Münzwurf und entschied sich als Feldmannschaft zu beginnen.